# Justyna Bacz
Justyna Bacz, née le 10 novembre 1962 à Varsovie, est une traductrice et chanteuse polonaise.

## Biographie
Après une scolarité au lycée Stefania Sempołowska de Varsovie, Justyna Bacz fait des études à l'Institut de linguistique appliquée de l'Université de Varsovie (maîtrise de français et de russe appliquée à la traduction) tout en suivant en parallèle des cours de chant et de guitare. Elle se lance dans la chanson en prenant part à différents concerts et festivals et concours de chanson, où elle remporte plusieurs prix sur des chansons interprétées en polonais, en français, en russe ou en anglais. Elle écrit ses propres textes de chanson et traduit des textes d'auteurs-compositeurs et poètes français.
Elle chante dans divers lieux de Pologne et en France, notamment au Théâtre Clavel pour une série de concerts de Marie-Josée Vilar au début des années 1990. Dans les années 2000, elle donne des concerts dans de nombreux centres culturels et maisons de la culture, dans des alliances françaises en Pologne, ou encore plusieurs fois pour le 14 juillet au Consulat général de France à Cracovie,  à l'occasion de la journée française du Forum économique de Krynica en 2012. Elle est aussi invitée par l'Institut polonais de Paris et l'association d'amitié Pologne-France. Depuis 2010 Justyna Bacz participe régulièrement au Basdorf Festival Georges Brassens à Berlin-www.festival-brassens.info ainsi qu'au Festival International des Bardes OPPA à Varsovie.
Justyna Bacz a  réalisé deux spectacles au Théâtre Kamienica à Varsovie: „Dalida. Chant d’amour -Pieśń miłości” avec participation d’éminents chanteurs et musiciens (octuor) ainsi que „Femmes, czyli kobiety”.
Parallèlement, elle donne des cours de français à l'Institut français de Varsovie.

## Œuvre
Discographie
- CD Tête-à-tête (2006)
- CD Brassens, mon amour (2008) (dont un titre est repris en 2011 dans la compilation internationale de chansons de Georges Brassens traduites et chantées par des interprètes du monde entier Brassens – Échos du monde)
- CD Płyta Świerkowa 1 (enregistré en live avec Piotr Olszewski, Klaudiusz Baran (pl), Mirek Wiśniewski, Jacek Pelc (pl) en 2009)
- CD Empatik (2013)
- CD Francuska chanson française (2014)
- CD Dalida pieśń miłości (Dalida chant d'amour) (2017)
- CD Femmes, czyli kobiety (2019)
- CD  Dalida. Pieśń miłości. Koncert w Polskim Radio Lublin (publie par la Radio Polonaise)

## Prix et récompenses
- Grand Prix d’interprétation féminine international attribué par l’association et la revue parisienne „Les Amis de Georges » (2020)
- Chevalier de l'Ordre des Arts et des Lettres (2018)
- Prix du Public.aux Journées Georges Brassens à Paris (2013)
- IIe prix au festival européen de chanson française de Châteauroux en 1991 pour des chansons avec une musique de Jerzy Kluzowicz sur des textes de Paul Éluard et de Justyna Bacz
- IIe prix au concours Georges Brassens de Poznań (1990)
- Ier prix au festival national de chanson française de Lubin (1990),.
- Ier prix (en duo avec Kuba Michalski) au festival Leonard Cohen de Cracovie (1984),